# Raul de Carvalho
Raul Maria de Carvalho (* 4. September 1920 in Alvito, Distrikt Beja, Alentejo, Portugal; † 3. September 1984 in Porto, Portugal) war ein portugiesischer Lyriker.
Er wuchs in Alvito, einer Gemeinde im Alentejo, auf, wo er die Schule besuchte, seine Kindheit und Jugend verbrachte und in der Ortsapotheke arbeitete. Später zog er nach Lissabon.
Seine erste Veröffentlichung hatte er in den 1940er in dem Magazin Cadernos de Poesia, es folgten weitere Veröffentlichungen in Magazinen wie Távola Redonda und Arvore, deren Mitherausgeber er von 1951 bis 1953 auch war. Insgesamt hinterließ er rund 12 Lyrikbände. Die Kindheit, seine Homosexualität und  der Einsatz für Menschen(rechte) bzw. Humanismus waren die Hauptthemen des Anhängers des Neorealismus.
Während eines Schriftstellerkongresses in Siena erhielt er 1956 den Simon-Bolivar-Preis. Zusätzlich hatte er eine Affinität  zur Malerei und Fotografie.
Jorge de Sena nannte ihn einen der wichtigsten 100 Dichter Portugals im 20. Jahrhundert. Er stand dem Kommunismus nahe und sein bekanntestes Gedicht Aleluia dos Camponeses wurde im Fernsehen durch Mário Viegas deklamiert. Er starb einen Tag vor seinem 64. Geburtstag.

## Werk
- As Sombras e as Vozes (1949),
- Poesia (1955)
- Mesa de Solidão (1955)
- Parágrafos (1956)
- Versos – Poesia II (1958)
- A Aliança (1958)
- Talvez Infância (1968)
- Realidade Branca (1968)
- Tautologias (1968)
- Poemas Inactuais (1971)
- Duplo Olhar (1978)
- Um e o Mesmo Livro (1984)
- Obras de Raul de Carvalho – Obra Publicada em Livro (posthum 1993)